# TempleOS
TempleOS (също J Operating System, LoseThos или SparrowOS) е лека операционна система с библейска тематика, проектирана да служи като Трети йерусалимски храм. Създадена е от американския програмист Тери Дейвис, който я разработва сам в продължение на десетилетие, след като претърпява серия от пристъпи на мания, които той определя като „откровение“ от Господ.
Системата наподобява съвременен Commodore 64 и използва интерфейс, комбиниращ елементи от DOS и Turbo C. Дейвис обявява, че характеристиките на системата, включително резолюцията 640x480 и 16-цветните графики, са проектирани според изричните инструкции на Господ. Програмирана е на вариант на езика C, наречен HolyC. Включва в себе си ядро, компилатор и авиосимулатор.
Официално системата е публикувана през 2005 г. под името J Operating System, а през 2013 г. е преименувана на TempleOS. Последното ѝ обновяване е от 2017 г.